# Gnome Island
Gnome Island (englisch für Gnominsel, in Argentinien Islote Gnomo) ist eine felsige Insel im Archipel der Adelaide- und Biscoe-Inseln vor der Westküste der Antarktischen Halbinsel. Sie liegt zwischen dem östlichen Ende der Blaiklock-Insel und dem Thomson Head nahe dem Kopfende des Bourgeois-Fjords.
Der Falkland Islands Dependencies Survey nahm 1947 Vermessungen vor und benannte sie so, weil sie in ihrer Form an einen aus dem Meer auftauchenden Gnom erinnert.